# فرشاد محمدی
فرشاد محمدی، مدیر فیلمبرداری ، زاده ی شیراز و ساکن تهران است. او نامزد ۶ سیمرغ بلورین از جشنواره فیلم فجر می‌باشد.

## فیلم شناسی

### مدیر فیلم برداری
1. در سرزمین برادر  ( ۱۴۰۳ )
2. ملاقات خصوصی  ( ۱۴۰۱ )
3. سال های دور از خانه (۱۳۹۷)
4. ما همه با هم هستیم (۱۳۹۷)
5. لس آنجلس تهران (۱۳۹۶)
6. روزهای نارنجی (۱۳۹۶)
7. عرق سرد (۱۳۹۶)
8. اکسیدان (۱۳۹۵)
9. دل دیوانه (۱۳۹۵)
10. قاتل اهلی (۱۳۹۵)
11. مرداد (۱۳۹۵)
12. امکان مینا (۱۳۹۴)
13. رگ خواب (۱۳۹۴)
14. نیمه شب اتفاق افتاد (۱۳۹۴)
15. رخ دیوانه (۱۳۹۳)
16. مستانه (۱۳۹۳)
17. نهنگ عنبر (۱۳۹۳)
18. پنج ستاره (۱۳۹۲)
19. فرشته‌ها با هم می‌آیند (۱۳۹۲)
20. کلاشینکف (۱۳۹۲)
21. گنجشکک اشی‌مشی (۱۳۹۲)
22. برلین ۷- (۱۳۹۰)
23. یک سطر واقعیت (۱۳۹۰)
24. کوچه ملی (۱۳۸۹)
25. گزارش یک جشن (۱۳۸۹)
26. آل (۱۳۸۸)
27. مردی که گیلاس‌هایش را خورد(۱۳۸۷)
28. آناهیتا(۱۳۸۷)
29. برخورد خیلی نزدیک (۱۳۸۷)
30. موش (۱۳۸۷)
31. در میان ابرها (۱۳۸۶)
32. ریسمان باز (۱۳۸۶)
33. قالی سخنگو(۱۳۸۵)
34. حس پنهان (۱۳۸۵)
35. از دوردست (۱۳۸۴)

۳۶ در انتهای شب (۱۴۰۲)